# IC 3253
IC 3253 је спирална галаксија у сазвјежђу Кентаур која се налази на листи објеката дубоког неба у Индекс каталогу.
Деклинација објекта је - 34° 37' 17" а ректасцензија 12h 23m 45,0s. Привидна величина (магнитуда) објекта IC 3253 износи 12,1 а фотографска магнитуда 12,8. Налази се на удаљености од 53,476 милиона парсека од Сунца. IC 3253 је још познат и под ознакама ESO 380-24, MCG -6-27-21, IRAS 12211-3420, PGC 40265.